# Reginfried de Danemark
Reginfried (tué en 814) co-roi des Danois de 812 à 814.

## Origine
Reginfried et ses frères sont présentés par les Annales regni Francorum comme les nepos (neveux ou petit-fils ) d'un roi Harald par ailleurs inconnu.

## Règne
En 812 après la mort lors d’un combat des rois Siegfried II  et  Anulo (Hring), Reginfred et Harald Klak, tous deux frères d’Anulon dont le parti a triomphé, deviennent co-roi des danois.
Cependant dès 813, les deux frères sont chassés du pouvoir par une offensive des fils de l’ancien roi Godfried de Danemark. L’année suivante, ils tentent de reprendre le pouvoir. Mais Reginfred est tué avec l’aîné des fils de Godfried dont le nom n’est pas précisé.